# Beta Comae Berenices

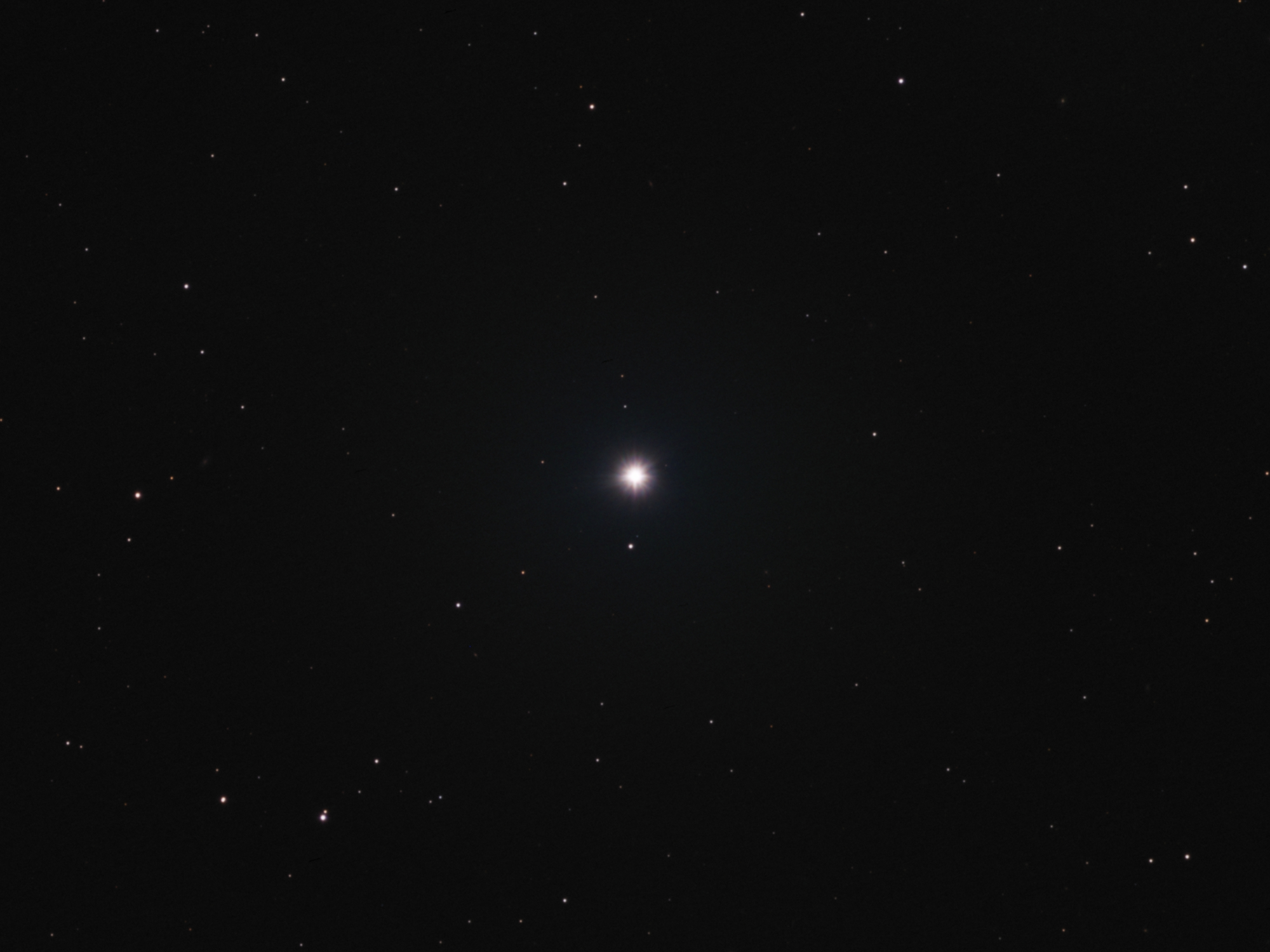
β Comae Berenices în lumină optică

Beta Comae Berenices (β Comae Berenices, β Com) este o stea pitică din secvența principală din constelația nordică Coma Berenices. Este situată la o distanță de aproximativ 29,95 de ani-lumină (9,18 parseci) de Pământ. Litera greacă beta (β) indică de obicei faptul că steaua are a doua cea mai mare magnitudine vizuală din constelație. Cu toate acestea, cu o magnitudine vizuală aparentă de 4,3, această stea este de fapt puțin mai strălucitoare decât α Comae Berenices. Ea poate fi observată cu ochiul liber, dar poate fi prea slabă pentru a fi văzută dintr-o zonă urbană aglomerată.
Steaua este asemănătoare cu Soarele, fiind doar puțin mai mare și mai strălucitoare în magnitudine absolută. Are o clasificare stelară de G0 V, în comparație cu G2 V pentru Soare. Temperatura efectivă a învelișului exterior este de 5.936 K,   ceea ce îi conferă nuanța galbenă a unei stele de tip G.  În ceea ce privește vârsta, este mai tânără decât Soarele, având o vechime de aproximativ 3 miliarde de ani.
Observațiile privind variațiile pe termen scurt ale activității cromatice sugerează că steaua suferă o rotație diferențială, cu o perioadă de rotație de aproximativ 11–13 zile. Suprafața sa are un ciclu de activitate măsurat de 16,6 ani, comparativ cu 11 ani pe Soare. De asemenea, poate avea un ciclu de activitate secundară de 9,6 ani. La un moment dat s-a crezut că această stea ar putea avea un însoțitor spectroscopic. Cu toate acestea, acest lucru a fost exclus prin intermediul unor măsurători mai precise ale vitezei radiale. Nicio planetă nu a fost încă detectată în jurul său și nu există nicio dovadă a unui disc circumstelar.
Zona locuibilă pentru această stea, definită ca locurile în care apa lichidă ar putea fi prezentă pe o planetă asemănătoare Pământului, este de 0,918–1,96 ua, unde 1 ua este distanța medie de la Pământ la Soare.